# Abdij Onze-Lieve-Vrouw van Nazareth (Brecht)

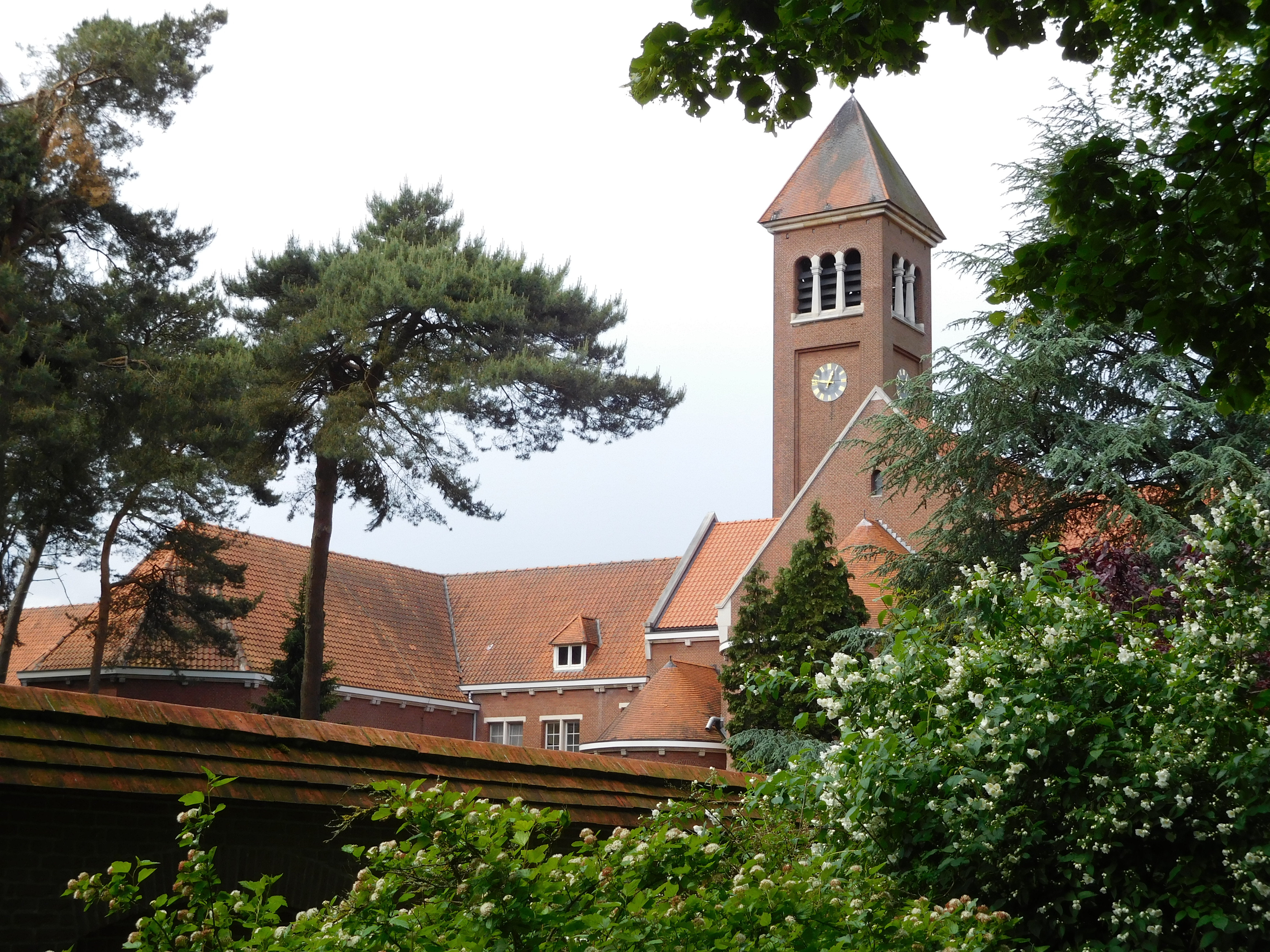
Abdij Onze-Lieve-Vrouw van Nazareth

De Abdij Onze-Lieve-Vrouw van Nazareth is een abdij in de Antwerpse gemeente Brecht, gelegen aan Abdijlaan 9.

## Geschiedenis
Deze Trappistinnenabdij werd opgericht door ontginning van de Brechtse Heide, die begon in 1946. In 1950 trokken 13 zusters vanuit de Abdij Notre-Dame de Soleilmont naar deze nieuwe stichting. In 1986 werd deze abdij erkend als voortzetting van de Abdij Onze-Lieve-Vrouw van Nazareth te Lier welke in 1797 werd opgeheven.
De activiteiten van de zusters hebben betrekking op de vervaardiging van liturgische gewaden, vlaggen en diverse zepen en afwasmiddelen.